# Brugwachtershuis (Dokkum)
Het brugwachtershuis is een monumentaal pand aan het Zuiderbolwerk in Dokkum de Nederlandse provincie Friesland
Het neoclassicistische pand op de hoek van de Keppelstraat en het Zuiderbolwerk in Dokkum werd in 1834 gebouwd als dienstwoning voor de brugwachter van de nabijgelegen brug. In de voorgevel bevindt zich een gevelsteen met het bouwjaar, het wapen van Dokkum en de letters SPQD. Deze letters betekenen Senatus Populus Que Doccumensis (= regering en volk van Dokkum).
Het lage pand met schilddak heeft twee hoekschoorstenen en twee dakkapellen met frontons.. De woning deed dienst als brugwachtershuis. Het pand is erkend als rijksmonument.
Tegenover het brugwachtershuis, op de andere hoek van de Keppelstraat en het Zuiderbolwerk, ligt een ander monumentaal pand, het Kollumer Veerhuis.

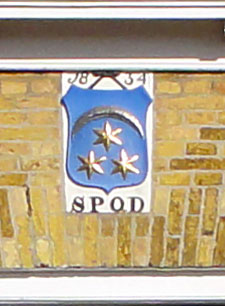
Gevelsteen met jaartal en wapen van Dokkum